# Болдыревское сельское поселение (Тюменская область)
Болдыревское се́льское поселе́ние — муниципальное образование в Абатском районе Тюменской области Российской Федерации.
Административный центр — село Болдырево.

## История
Статус и границы сельского поселения установлены Законом Тюменской области от 5 ноября 2004 года № 263 «Об установлении границ муниципальных образований Тюменской области и наделении их статусом муниципального района, городского округа и сельского поселения».

## Население
| 2010 | 2011 | 2012 | 2013 | 2014 | 2015 | 2016 |
| ---- | ---- | ---- | ---- | ---- | ---- | ---- |
| 832  | ↘831 | ↘711 | ↘631 | ↘616 | ↘614 | ↘591 |
| 2017 | 2018 | 2019 | 2020 | 2021 | 2023 |      |
| ↘590 | ↘584 | ↘568 | ↘554 | ↗799 | ↘785 |      |

## Состав сельского поселения
| № | Населённый пункт | Тип населённого пункта       | Население |
| - | ---------------- | ---------------------------- | --------- |
| 1 | Берендеева       | деревня                      | #Н/Д      |
| 2 | Болдырево        | село, административный центр | ↘510      |
| 3 | Костылева        | деревня                      | ↘125      |
| 4 | Сысоева          | деревня                      | ↘127      |